# Indian Field Gun
Indian Field Gun (IFG) — это буксируемое полевое орудие, разработанное в Индии и широко используемое в индийской армии.

## Разработка
Научно-исследовательский институт вооружения (Armament Research and Development Establishment) начал проектирование и разработку орудия в 1972 году для замены старых 25-фунтовых орудий, используемых в индийской армии. Орудие производится на заводе Gun Carriage Factory (GCF) в Джабалпуре с 1978 года.

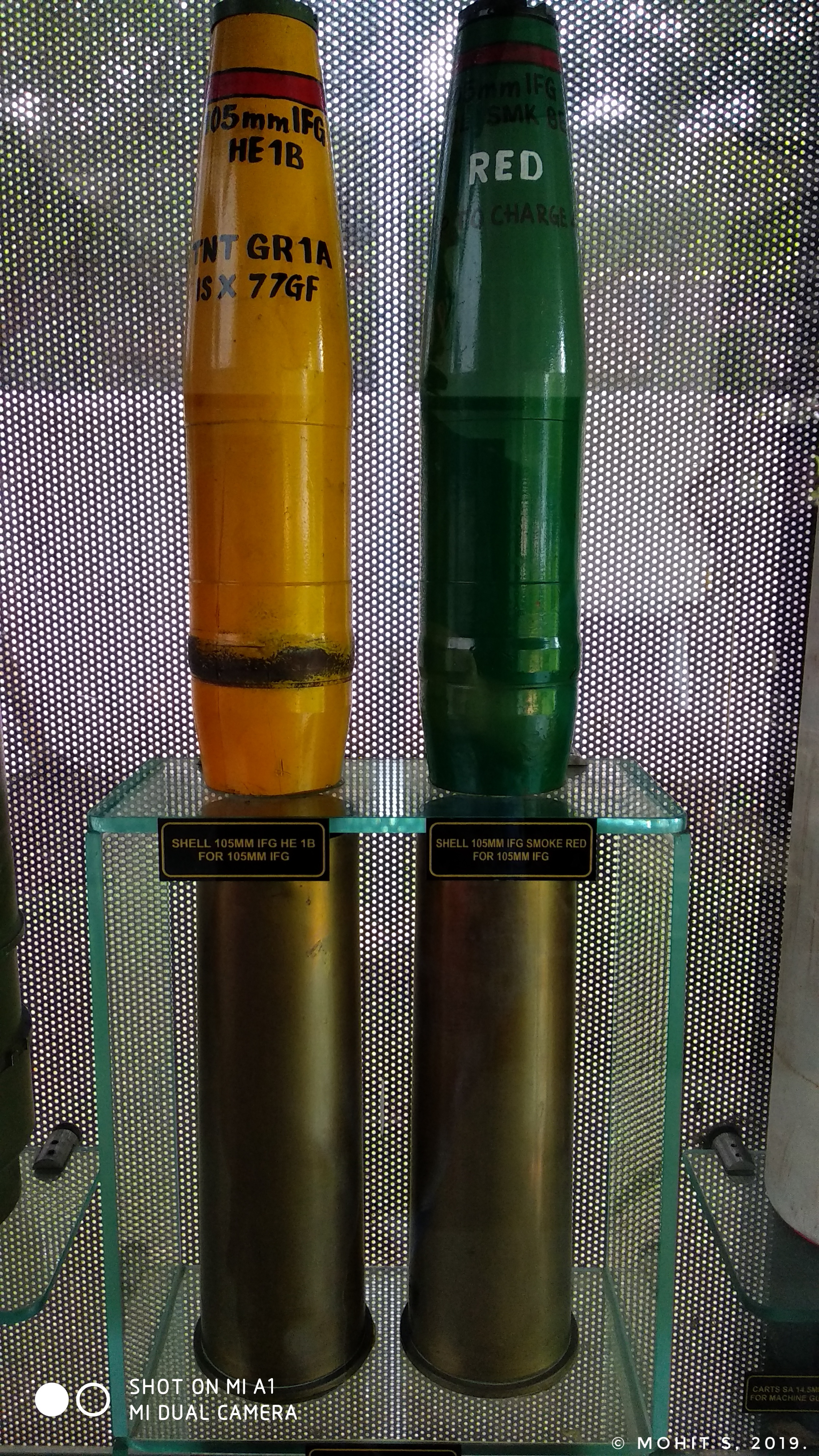
105-мм осколочно-фугасный и дымовой снаряд для IFG

Снаряды производятся на артиллерийских заводах в Нагпуре и Чандрапуре.
Имеет много общего с британским орудием L118. Удобен для работы в горной и другой труднопроходимой местности, поскольку имеет отличную мобильность.

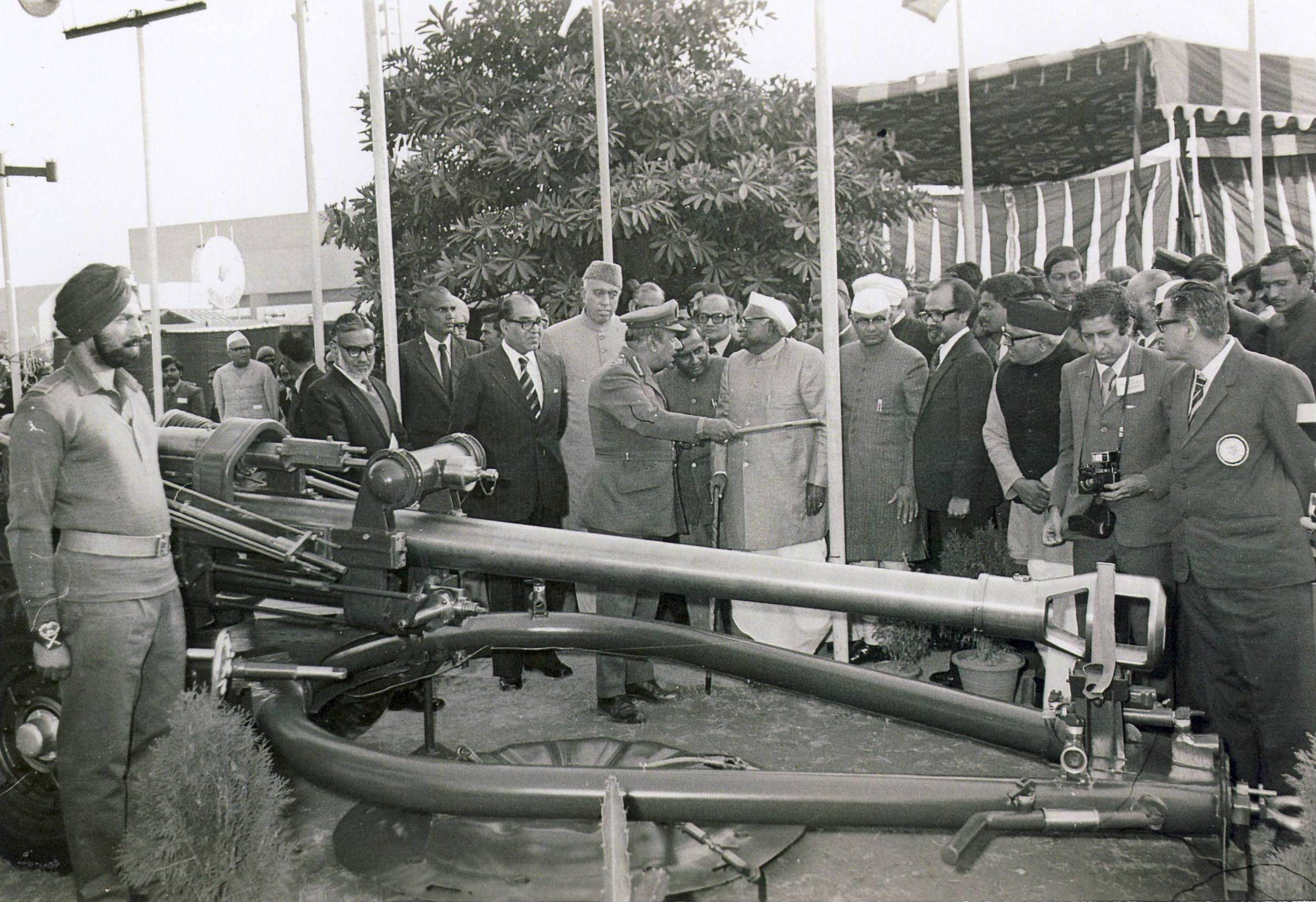
Прототип IFG демонстрируется на выставке Pragati Maidan Defense, Нью-Дели.

## Варианты
Буксируемые
Indian Field Gun (IFG) — весит 3,45 тонн. Обычная скорострельность составляет четыре выстрела в минуту при дальности от 2 до 17,2 км. Расчёт состоит из шести человек. Орудие имеет дополнительный противотанковый потенциал. Может работать при температуре от -27 до +60 °С. Отдача при выстреле поглощается двумя боковыми гидроцилиндрами. Круглая платформа, поставляемая с пушкой, может использоваться для быстрого перемещения на 360°. Производство IFG началось в 1978 году  Существуют три варианта:
- Indian Field Gun Mark 1
- Indian Field Gun Mark 2
- Indian Field Gun Mark 3

Light Field Gun (LFG) — весит 2,38 тонн, но сохраняет ту же скорострельность и дальность стрельбы, что и IFG. Орудие можно разобрать на две или три части для удобства транспортировки и быстро собрать заново. LFG можно буксировать с помощью вертолёта или сбрасывать с парашютом. Производство Light Field Gun началось в 1984 году. Существуют два варианта:
- Light Field Gun Mark 1
- Light Field Gun Mark 2

Самоходные
- OFB 105 mm SPG - основана на БМП Sarath, на котором установили LFG. Разработана центром разработки боеприпасов Ordnance Factory Medak, но не был принят на вооружение индийской армии.
- Garuda 105 – 105-мм орудие LFG установленное на колесном шасси автомобиля Tata 4X4.[7] Данная колёсная САУ обладает маневренностью на любой местности (в том числе в высогогории). Разработана компанией Kalyani Strategic Systems, дочерней компанией Bharat Forge.[8]

## Операторы
- Индия: 2.400 орудий на вооружении индийской армии.[9][10] 1.700 IFG и 700 LFG.[11]
- Мьянма: 10 орудий, поставленные Индией[12]